# Demetria Washington
Pour les articles homonymes, voir Washington.
Demetria Washington (née le 31 décembre 1979 à Fayetteville) est une athlète américaine spécialiste du 400 mètres.
En 1998, elle décroche la médaille de bronze du relais 4 × 400 mètres des Championnats du monde juniors d'Annecy. Étudiante à l'Université de Caroline du Sud, elle remporte en 2000 le titre du 400 m des Championnats NCAA en salle, puis s'impose l'année suivante aux Universiades d'été de Pékin. Sélectionnée pour les Championnats du monde d'Edmonton, elle est éliminée en demi-finale du 400 m. Elle établit la meilleure performance de sa carrière le 27 août 2001 à Pékin en bouclant son tour de piste en 51 s 05.
Aux Championnats du monde 2003 de Paris-Saint-Denis, Demetria Washington remporte la médaille d'or du relais 4 × 400 m aux côtés de Jearl Miles-Clark,
Me'Lisa Barber, et Sanya Richards. L'équipe américaine établit le temps de 3 min 22 s 63 et devance finalement la Russie et la Jamaïque.

## Palmarès
| Année | Compétition                  | Lieu   | Résultat | Épreuve   |
| ----- | ---------------------------- | ------ | -------- | --------- |
| 1998  | Championnats du monde junior | Annecy | 3e       | 4 × 400 m |
| 2001  | Universiade                  | Pékin  | 1re      | 400 m     |
| 2003  | Championnats du monde        | Paris  | 1re      | 4 × 400 m |